# Jonas Quinn
Jonas Quinn je fiktivní postava ze seriálu Hvězdná brána, kterou ztvárnil herec Corin Nemec. Quinn se poprvé objevil v epizodě "Velká cesta", předposledním díle páté série.
Jonas Quinn se narodil a žil v státě Kelowna na planetě Langara. Byl členem vědecké skupiny, která pracovala s látkou nazývanou naquadria. Pokoušeli se vyvinout zbraň proti sousedním státům. Při jednom z pokusů však došlo k úniku radiace a Daniel Jackson byl zasažen. Nezemřel jen díky zásahu Omy Desaly, která mu pomohla povznést se. Protože pověděl SG-1 pravdu o tom co se stalo, stal se v Kelowně nežádoucím, a musel odejít s Lidmi na Zemi.
Jonas Quinn nahradil Daniela Jacksona, po jeho povznesení, v týmu SG-1, a stal se archeologem SGC. Tyto funkce vykonával celou šestou sezónu. Když je v epizodě "Návrat ztraceného syna" nalezen Daniel Jackson, a Anubis zaútočí na Langaru, Quinn se vzdává svého postu, a v epizodě "Návrat domů" se vrací na svou domovskou planetu.
Později, v epizodě sedmé řady "Hrozba z podzemí" se s ním setkáváme znovu, když Kelowňané žádají Zemi o pomoc.